# A vida (Roma)
A vida (Roma) è il primo singolo estratto dall'album di Jovanotti Roma - Collettivo Soleluna, distribuito nel 2003.